# 撲殺
| ウィキペディアには「撲殺」という見出しの百科事典記事はありません（タイトルに「撲殺」を含むページの一覧/「撲殺」で始まるページの一覧）。 代わりにウィクショナリーのページ「撲殺」が役に立つかもしれません。 |